# Liste des parcs de loisirs d'Afrique
 (mars 2025).
Liste des parcs d'attractions d'Afrique.

## Afrique du Sud

### Cap-Occidental
Le Cap
- Ratanga Junction, Le Cap
- Grand West Casino
- Sea Point Pool
- Monde Marin d'uShaka, Durban, KwaZulu-Natal

### Gauteng
Johannesburg
- Chariots Entertainment Centre (anciennement: Chariots Entertainment World, Olympus Dome World of Entertainment, Hydrogen World of Entertainment)
- Gold Reef City
- Magic Company

## Algérie

### Mostaganem
- MostaLand Parc, le plus grand parc du continent avec 57 hecatres, il a ouvert le 13 Juillet 2017.

### Alger
- Parc Mazafran Douaouda: Aghiles Maneges Attractions et Loisirs
- Expo Center Park
- Parc d'attractions d'Alger

### Setif
- Parc d'attractions de Setif
- Lompi Family Park

## Égypte
- Fantazy Land, Alexandrie
- Kooky Park, Gizeh
- Cairo Land
- Dream Park
- Geroland
- Magic Land
- Sindbad City

## Kenya
- Parc Haller

## Libye
Il Bosco, Benghazi.

## Mali
Luna Park, Bamako

## Nigeria
- Trans Amusement Park, Ibadan, Oyo
- African Heritage City, Abuja, U/C

## Soudan
- Al Mogran Amusement Park, Khartoum

## Tunisie

### Bizerte
- Parc Aladin, Bizerte

### Hammamet
- CarthageLand, sidi hsin

### Tunis
- Happy Land Dahdah, Tunis
- Hergla Karting Prak, Hergla
- Zahroor, Ezzahra
- Soukra Park, La Soukra
- Katkout, Le Bardo
- Lili Park La Marsa

### Sfax
- Park Ali Baba, Sfax

### Sousse
- Hannibal Park
- Parc de Loisirs Ibn Al Jazzar